# Campionati del mondo di ciclismo su strada 2017 - Gara in linea maschile Under-23
La Gara in linea maschile Under-23 dei Campionati del mondo di ciclismo su strada 2017 si svolse il 22 settembre 2017 in Norvegia, con partenza ed arrivo a Bergen, su un percorso di 191 km. Il francese Benoît Cosnefroy vinse la gara con il tempo di 4h48'23" alla media di 39,739 km/h, argento al tedesco Lennard Kämna e a completare il podio il danese Michael Carbel Svendgaard.

Presenti alla partenza 178 ciclisti, di cui 121 arrivarono al traguardo.

## Squadre partecipanti
| N.      | Cod. | Squadra       |
| ------- | ---- | ------------- |
| 1-6     | NOR  | Norvegia      |
| 7-12    | DEN  | Danimarca     |
| 13-18   | BEL  | Belgio        |
| 19-24   | FRA  | Francia       |
| 25-30   | GBR  | Gran Bretagna |
| 31-35   | RUS  | Russia        |
| 36-39   | COL  | Colombia      |
| 40-43   | SUI  | Svizzera      |
| 44-46   | CZE  | Cechia        |
| 47-51   | ITA  | Italia        |
| 52-56   | USA  | Stati Uniti   |
| 57-61   | NED  | Paesi Bassi   |
| 62-64   | LUX  | Lussemburgo   |
| 65-68   | AUS  | Australia     |
| 69-73   | IRL  | Irlanda       |
| 74-78   | JPN  | Giappone      |
| 79-82   | PRT  | Portogallo    |
| 83-85   | AUT  | Austria       |
| 86-90   | KAZ  | Kazakistan    |
| 91-93   | UKR  | Ucraina       |
| 94-98   | GER  | Germania      |
| 99-100  | POL  | Costa Rica    |
| 101     | CHI  | Cile          |
| 102-103 | ARG  | Argentina     |
| 104-108 | BLR  | Bielorussia   |
| 109     | MEX  | Messico       |
| 110-114 | POL  | Polonia       |
| 115     | HKG  | Hong Kong     |

| N.      | Cod. | Squadra       |
| ------- | ---- | ------------- |
| 116     | LBN  | Libano        |
| 117-118 | FIN  | Finlandia     |
| 119-120 | AZE  | Azerbaigian   |
| 121-123 | SWE  | Svezia        |
| 124     | SVK  | Slovacchia    |
| 125-128 | EST  | Estonia       |
| 129-130 | LAT  | Lettonia      |
| 131-135 | ESP  | Spagna        |
| 136     | SRB  | Serbia        |
| 137-141 | SLO  | Slovenia      |
| 142-145 | ERI  | Eritrea       |
| 146-147 | RWA  | Ruanda        |
| 148-152 | CAN  | Canada        |
| 153     | ISR  | Israele       |
| 154     | PAN  | Panama        |
| 155-157 | NZL  | Nuova Zelanda |
| 158     | BUL  | Bulgaria      |
| 159     | CYP  | Cipro         |
| 160-163 | HUN  | Ungheria      |
| 164     | MON  | Monaco        |
| 165-167 | ALG  | Algeria       |
| 168     | MKD  | Macedonia     |
| 169     | MGL  | Mongolia      |
| 170-171 | GRE  | Grecia        |
| 172     | VEN  | Venezuela     |
| 173     | URU  | Uruguay       |
| 174-177 | MAR  | Marocco       |
| 178     | UGA  | Uganda        |

## Classifica (Top 10)
| Pos. | Corridore         | Squadra     | Tempo    |
| ---- | ----------------- | ----------- | -------- |
| 1    | Benoît Cosnefroy  | Francia     | 4h48'23" |
| 2    | Lennard Kämna     | Germania    | s.t.     |
| 3    | Michael Carbel    | Danimarca   | a 3"     |
| 4    | Oliver Wood       | G. Bretagna | s.t.     |
| 5    | Vincenzo Albanese | Italia      | s.t.     |
| 6    | Damien Touzé      | Francia     | s.t.     |
| 7    | Max Kanter        | Germania    | s.t.     |
| 8    | Michał Paluta     | Polonia     | s.t.     |
| 9    | Mark Downey       | Irlanda     | s.t.     |
| 10   | Anders Skaarseth  | Norvegia    | s.t.     |